# Scheuerstraße 11 (Wismar)
Der ehemalige Speicher Scheuerstraße 11 in Wismar-Altstadt, Scheuerstraße, ist ein barockes Giebelhaus von 1662.
Das Gebäude steht unter Denkmalschutz.

## Geschichte

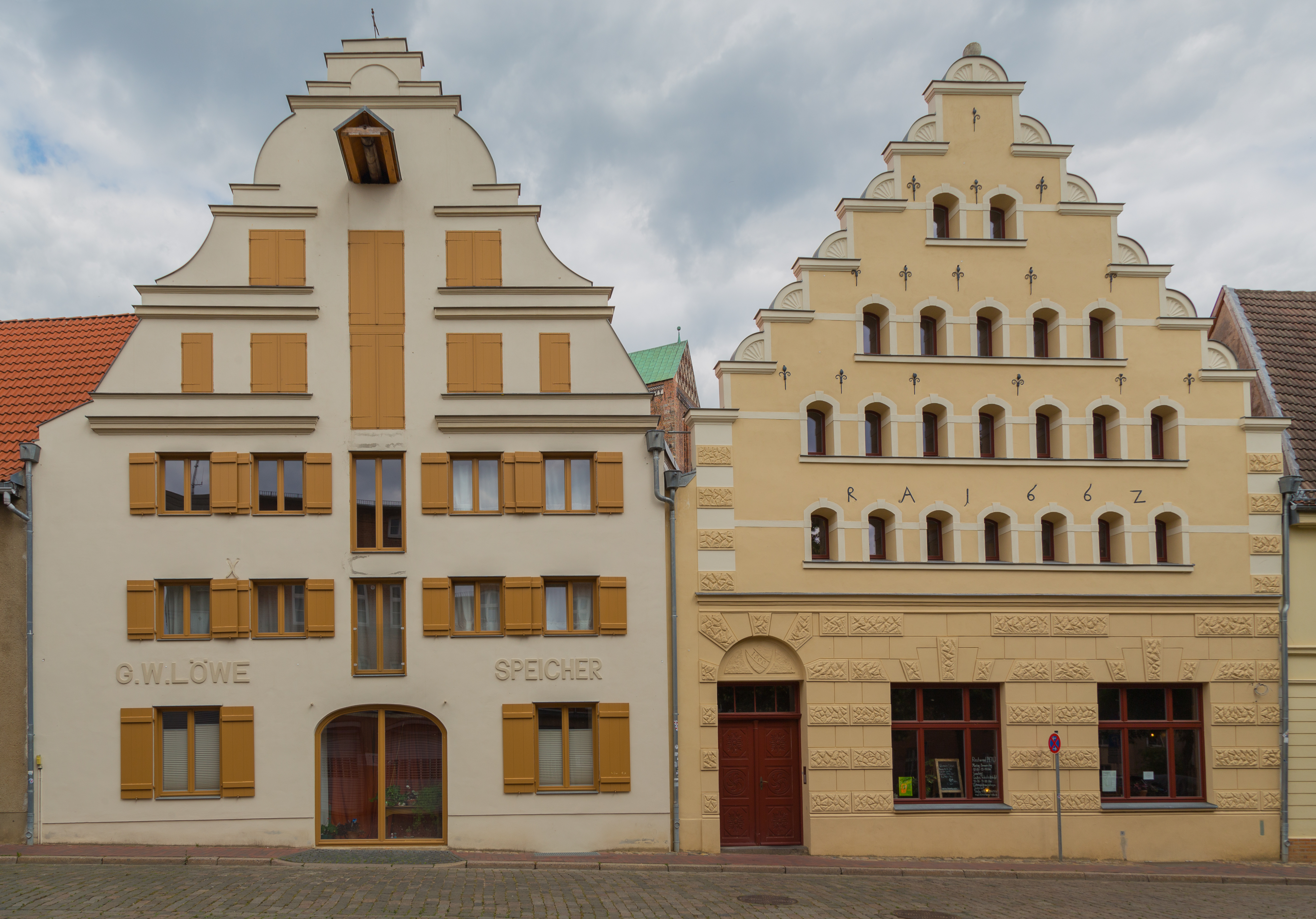
Nr. 11 und 11a (2019)

Das dreigeschossige Giebelhaus von 1662 mit einem dreigeschossigen Treppengiebel mit spitzem Abschluss wurde als Speicher gebaut. 1837 entstand die hintere Kemlade und am Vorderhaus fanden Umbauten statt. Wahrscheinlich nutzte die Firma G.W. Löwe zeitweise das Haus. Sie baute 1935 in der Speicherstadt den Löwe-Speicher. Bis Mitte der 1990er Jahre wurde das Haus noch gewerblich genutzt.
Das Gebäude wurde nach 1995 von der Stadt angekauft und 2010 zum Zweck der Sanierung wieder veräußert. Der Eigentümer sanierte das Haus von 2011 bis 2014 mit Mitteln der Städtebauförderung. Im Haus sind nun mehrere Wohnungen und ein Restaurant.
Daneben steht der ebenfalls sanierte ehemalige Speicher Scheuerstraße 11a von um 1800.